# São João do Arraial
São João do Arraial est une municipalité brésilienne située dans l'État du Piauí.